# Rik Van Linden
Henri Kamiel (Rik of Kamiel) Van Linden (Wilrijk, 28 juli 1949) is een voormalig Belgisch wielrenner. Zijn profcarrière liep van 1971 tot en met 1982.

## Carrière
Als amateur was Van Linden al een zeer succesvol wielrenner. Hij won in die periode 359 koersen, waarvan 73 in één jaar (1968). Zijn specialiteit lag vooral bij de sprint.
In 1971, zijn eerste jaar als profrenner, won Van Linden meteen de klassieker Parijs-Tours, een koers die hij in 1973 nogmaals zou winnen. In 1972 maakte hij zijn debuut in de Ronde van Frankrijk, waarin hij de tweede etappe op zijn naam schreef. In het puntenklassement eindigde hij als tweede achter Eddy Merckx, maar drie jaar later, in de Ronde van Frankrijk van 1975, won Van Linden de groene trui alsnog door drie etappes te winnen en Merckx te verslaan.
Behalve in de Ronde van Frankrijk boekte Van Linden ook etappezeges in de andere twee grote rondes. In 1974 won hij twee etappes in de Ronde van Spanje en tussen 1973 en 1978 won hij in totaal negen etappes in de Ronde van Italië. In de Ronde van Italië van 1978 droeg hij twee dagen de roze leiderstrui.
Naast zijn prestaties op de weg boekte Van Linden ook veel successen in het baanwielrennen. Samen met Felice Gimondi won hij bijvoorbeeld in 1977 de Zesdaagse van Milaan.
In 1983 stopte Van Linden met actief wielrennen. Tegenwoordig baat hij een fietsenwinkel uit te Wilrijk.

## Belangrijkste overwinningen
1968
- Belgisch kampioen op de weg, Junioren

1969
- Ronde van Vlaanderen (amateurs)
- Omloop van de Grensstreek

1970
- Gent-Wevelgem (amateurs)
- Belgisch kampioenschap baanwielrennen (omnium, amateurs)

1971
- Parijs-Tours
- Denderbelle
- Gent-Wevelgem (amateurs)
- 4e etappe Ronde van België (amateurs)
- Dernycriterium van Wilrijk

1972
- 2e etappe Ronde van Frankrijk
- 5e etappe Tirreno-Adriatico
- Eeklo
- Knokke
- Koksijde
- Londerzeel
- Mortsel
- Ninove
- Sint-Niklaas

1973
- 7e en 17e etappe Ronde van Italië
- 1e, 2e en 4e etappe Ronde van Sardinië
- Parijs-Tours
- Proloog, 1e, 4e en 6e etappe Ruta del Sol
- 3e, 6e en 7e (deel A) etappe Parijs-Nice
- Proloog Ronde van België
- Fuenterrabia
- Belsele - Puivelde
- Brasschaat
- Ulestraten
- Nijmegen
- Tienen

1974
- Eindklassement Ronde van Sardinië
- 3e en 4e etappe Ronde van Spanje
- 7e etappe (deel A) Parijs-Nice
- Omloop der Zuid-West-Vlaamse Bergen
- Brasschaat
- Oostrozebeke
- Wilrijk
- Wuustwezel
- Zwevezele
- Mijl van Mares
- Ninove
- Duffel

1975
- 1e (deel B), 19e en 21e etappe Ronde van Frankrijk
- Puntenklassement Ronde van Frankrijk
- 5e etappe Ronde van Italië
- Milaan-Vignola
- 3e etappe (deel A) Ronde van Catalonië
- Ronde van Campanië
- GP Union
- Deinze
- Luzern
- Sint-Niklaas
- Wuustwezel
- Boxmeer
- Oostduinkerke
- 1e etappe Valkenburg

1976
- 1e etappe Ronde van Apulië
- 3e en 15e etappe Ronde van Italië
- Ronde van Campanië
- Milaan-Vignola
- 5e etappe Tirreno-Adriatico
- 1e etappe Ronde van Puglia
- Aalst
- Böblingen
- Berlare
- Montegrotte
- Welkenraedt
- Zele
- Dordrecht
- Zwijndrecht

1977
- 2e etappe (deel A) Ronde van Italië
- 4e etappe Ronde van Sardinië
- 4e etappe Tirreno-Adriatico
- Milaan-Turijn
- Bilzen
- Kopenhagen
- Knokke
- Zesdaagse van Milaan (samen met Felice Gimondi)
- Mortel
- Niel
- Sint-Niklaas
- Dernycriterium van Wilrijk
- Valkenswaard
- Aarhus

1978
- 1e, 5e en 6e etappe Ronde van Italië
- 3e etappe Ronde van Apulië
- Milaan-Vignola
- Belgisch kampioen Derny, Elite
- 5e etappe Tirreno-Adriatico
- 3e etappe (deel B) Ronde van Puglia
- Sint-Niklaas

1979
- Belgisch kampioen Derny, Elite
- Koksijde

1980
- 7e etappe (deel A) Parijs-Nice
- Harlingen

1981
- Londerzeel
- Ruddervoorde

## Resultaten in voornaamste wedstrijden
| Jaar | Ronde van Italië | Ronde van Frankrijk | Ronde van Spanje |
| ---- | ---------------- | ------------------- | ---------------- |
| 1971 |                  |                     |                  |
| 1972 |                  | 80e (1)             | opgave           |
| 1973 | 107e (2)         |                     |                  |
| 1974 |                  |                     | opgave (2)       |
| 1975 | opgave (1)       | 79e (3)             |                  |
| 1976 | opgave (2)       |                     |                  |
| 1977 | opgave (1)       | buiten tijd         |                  |
| 1978 | opgave (3)       |                     |                  |
| 1979 | opgave           | opgave              |                  |
| 1982 |                  | opgave              |                  |

| Jaar | Milaan-San Remo | Gent-Wevelgem | Ronde van Vlaanderen | Parijs-Roubaix | Amstel Gold Race | Parijs-Tours |  | WK op de weg |  | Wereldranglijsten |
| ---- | --------------- | ------------- | -------------------- | -------------- | ---------------- | ------------ |  | ------------ |  | ----------------- |
| 1971 |                 |               |                      |                |                  | Goud         |  |              |  | 15e (SPP)         |
| 1972 | 14e             | 45e           |                      |                | 9e               | 8e           |  |              |  |                   |
| 1973 | 4e              | 16e           |                      |                |                  | Goud         |  | 23e          |  | 13e (SPP)         |
| 1974 | 26e             |               | 8e                   | 29e            |                  | 8e           |  |              |  |                   |
| 1975 | 18e             | Brons         | 5e                   |                |                  |              |  |              |  | 41e (SPP)         |
| 1976 | 6e              | Zilver        | 19e                  |                |                  |              |  |              |  |                   |
| 1977 | 4e              |               | 17e                  |                |                  |              |  |              |  |                   |
| 1978 | 5e              | 7e            |                      |                |                  |              |  |              |  |                   |
| 1979 | 61e             |               |                      |                |                  |              |  |              |  |                   |
| 1982 |                 |               |                      |                |                  |              |  |              |  |                   |

## Trivia
- Verwijzend naar zijn succesvolle naamgenoten Rik Van Steenbergen en Rik Van Looy, kreeg Van Linden tijdens zijn loopbaan de bijnaam "Rik III".
- Zijn drie jaar jongere broer Alex Van Linden was eveneens professioneel wielrenner. Tussen 1974 en 1980 waren zij zeven jaar lang teamgenoten.
- Zijn vader Jef Van Linden was ook een wielrenner maar had maar een bescheiden succes.